# Katharina von Schaumberg

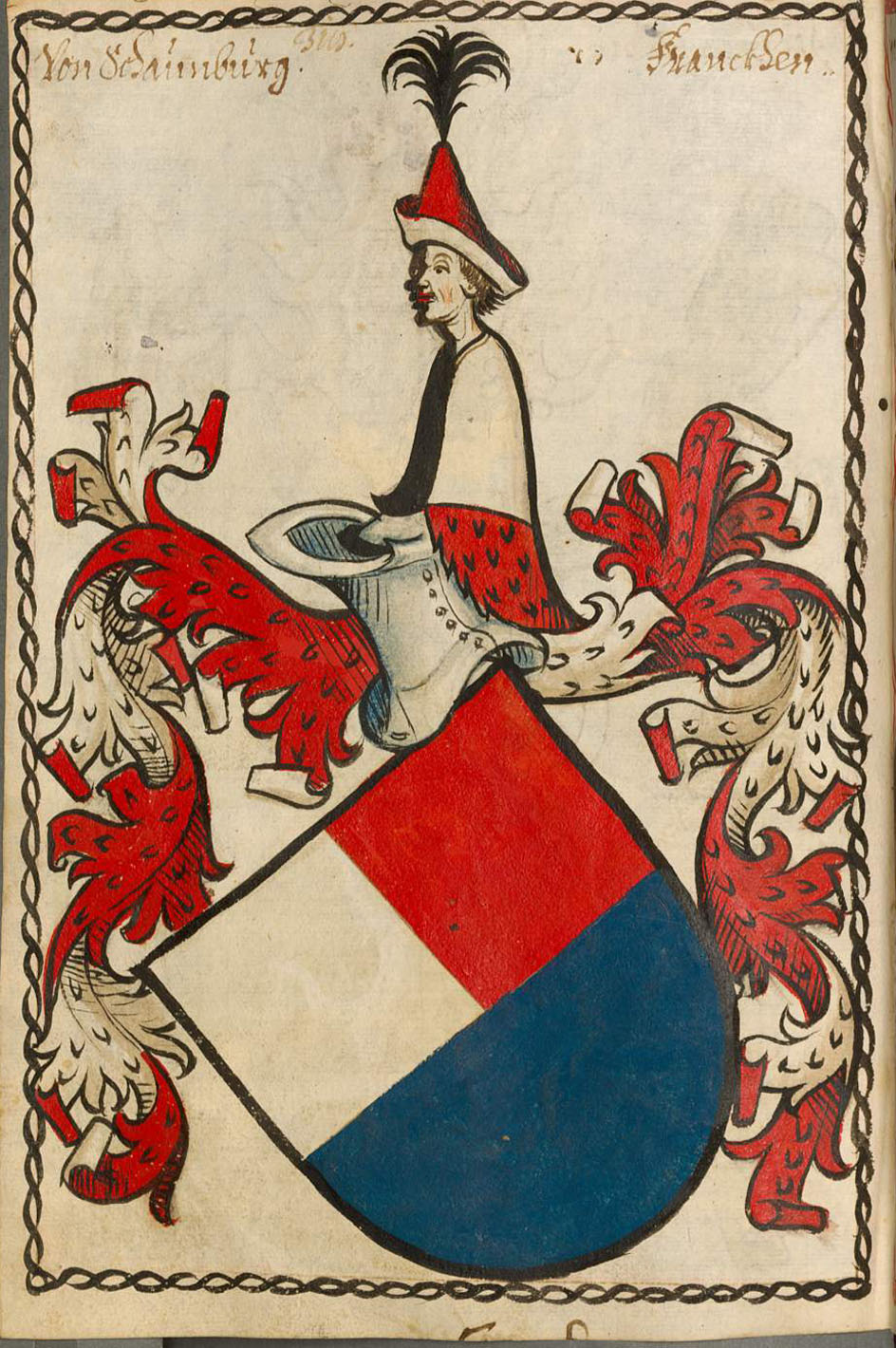
Wappen der Familie von Schaumberg nach dem Scheiblerschen Wappenbuch

Katharina von Schaumberg (* 14. Jahrhundert; † 1411 in Kloster Himmelkron) war von 1410 bis zu ihrem Tod Äbtissin des Klosters Himmelkron.

## Herkunft
Katharina von Schaumberg stammte aus dem thüringisch-fränkischen Adelsgeschlecht der Herren von Schaumberg. Ausgangspunkt des Geschlechtes ist die Stammburg Schaumburg im südlichen Thüringen an der Grenze zu Bayern. Nach dem Familienforscher Oskar von Schaumberg könnte sie vor 1356 als Tochter des Otto IV. von Schaumberg (* um 1300; † 1368) und dessen vor 1356 geheirateten zweiten Ehefrau Kunne von Aufseß geboren worden sein. Aus der Gründungsurkunde des Klosters ist gesichert, dass Katharina eine Urenkelin von Eberhard IV. von Schaumberg (* um 1240; † 1300) ist, was keinen Widerspruch zur These Schaumbergs darstellt.

## Werdegang
Katharina von Schaumburg bedachte Kirche und Pfarramt Trebgast aus eigenen Mitteln. Sie gilt als Stifterin der Rochuskapelle und des Pfarrwalds von Trebgast. Sie starb im Kloster Himmelkron und wurde in einer Gruft in der Marienkirche des Klosters beigesetzt. Auf ihrem Grabstein ist das Schaumbergische Familienwappen abgebildet, abweichend von der üblichen Gestaltung ist dieses jedoch mit einem offenen Flug anstatt eines Heidenrumpfs als Helmzier versehen. Die Umschrift auf dem Grabstein ist weitestgehend abgetreten und unleserlich.
Eine pfarramtliche Registratur bezeichnet eine sonst unbekannte Leukardis als ihre Nachfolgerin als Äbtissin, nach der üblichen Abfolge ist es hingegen Longa von Kotzau.